# デュッベル
デュッベル（オランダ語：dubbel、英語：double）は、ベルギービールの命名規則によるスタイルの1つ。ダブルとも呼ばれる。通常、液色は茶色。味わいはピルスナーよりも強く、トリペルよりもマイルドである。

## 歴史
デュッベルの起源は、1856年にトラピスト会修道院のビール醸造所であるウェストマールが醸造したビールである。1836年12月10日以来、同修道院はとても甘くてアルコール度数が低い小麦ビールを醸造していた。しかしながら、この新しいビールは茶色の強いビールであった。1926年、レシピを変え、より強いビールとした。1861年6月1日付けで修道院による販売の最初の文書記録が残っている。第二次世界大戦終戦後、修道院ビールはベルギー国内で有名になり、デュッベルの名称もいくつかの醸造所で採用されるようになる。21世紀初頭では、デュッベルあるいはダブルという名称はエールのスタイルの1つとして世界中で使用されている。

## デュッベルの一例

### トラピストビール
- ウェストマール・ダブル
- ロシュフォール6
- シメイ・ルージュ

### アビィビール
- グリムベルゲン・ダブル
- マレッツ8

### その他
- アラガシュ・デュッベル　Allagash Dubbel（アメリカ合衆国メイン州ポートランドのアラガシュ・ブルーイング・カンパニー社製）